# Коста-дель-Соль
Ко́ста-дель-Соль (исп. Costa del Sol — «Солнечный берег») — регион южной Испании, расположенный в автономном сообществе Андалусия и включающий в себя прибрежные населённые пункты провинции Малага. Благодаря мягкому тёплому климату со среднегодовой температурой в 19 °C Коста-дель-Соль обрела популярность в качестве туристического направления в Испании, на которое приходится 35 % туристического бизнеса Андалусии.
Развитие международного туризма в прибрежной зоне провинции Малага началось в 50-е годы, обеспечив экономический и демографический рост в этой части Испании.
Коста-дель-Соль — самый южный средиземноморский курорт страны. Расположен между другими побережьями — Коста-Тропикаль и Кампо-де-Гибралтар. Некогда состоявший только из серии небольших рыболовных поселений регион трансформировался в середине XX века в туристический курорт с мировой известностью. Регион включает в себя такие города, как Малага, Торремолинос, Бенальмадена, Фуэнхирола, Михас, Марбелья, Нерха, Эстепона, Манильва, Торрокс.
Коста-дель-Соль — популярный туристический регион, который принимает ежегодно миллионы туристов. Обычно они прибывают в аэропорт и порт Малаги и далее следуют в многочисленные курортные городки и селения, расположенные вдоль береговой линии от Гибралтара на западе до Нерхи на востоке.